# Scenă de vară
Scenă de vară este un tablou al pictorului francez Frédéric Bazille din 1869, aflat acum la Fogg Art Museum din Cambridge, Massachusetts. Pictura impresionistă înfățișează bărbați tineri îmbrăcați în costume de baie care au o zi de repaus de-a lungul malurilor râului Lez, lângă Montpellier. Bazille a obținut aspectul pe care și l-a dorit pentru pictură, desenând mai întâi personajele umane în studioul său din Paris și apoi transportând desenele în ambientul exterior. Ca și în pictura sa anterioară Reuniunea de familie (1867), în Scenă de vară a capturat prieteni și membri ai familiei în aer liber și a fost expusă la Salonul de la Paris din 1870.
Este posibil ca această pictură să fi fost sursa de inspirație pentru tabloul Vizuina pentru înot a lui Thomas Eakins, care se afla la Paris în 1870 și ar fi putut să vadă pictura lui Bazille.